# Henri Alekan
Henri Alekan (ur. 10 lutego 1909 w Paryżu; zm. 15 czerwca 2001 w Auxerre) – francuski operator filmowy. 

## Życiorys
W czasie swojej długoletniej kariery współpracował z takimi reżyserami jak Jean Renoir, Jean Cocteau, Julien Duvivier czy Jules Dassin. 
Laureat Cezara za zdjęcia do filmu Pstrąg (1982) Josepha Loseya. Nominowany do Oscara za najlepsze zdjęcia do filmu Rzymskie wakacje (1953) Williama Wylera oraz do Europejskiej Nagrody Filmowej dla najlepszego operatora za Niebo nad Berlinem (1987) Wima Wendersa.
Zasiadał w jury konkursu głównego na 36. MFF w Cannes (1983).